# Manuel Lopes Pereira Baía

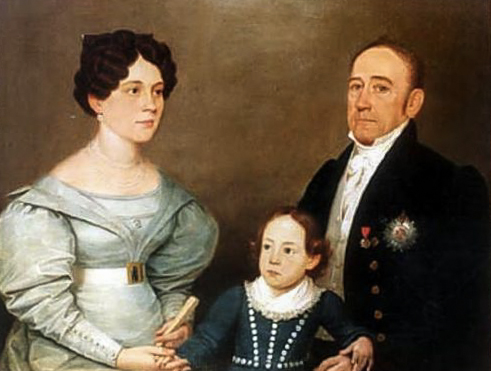
Visconde e viscondessa de Meriti

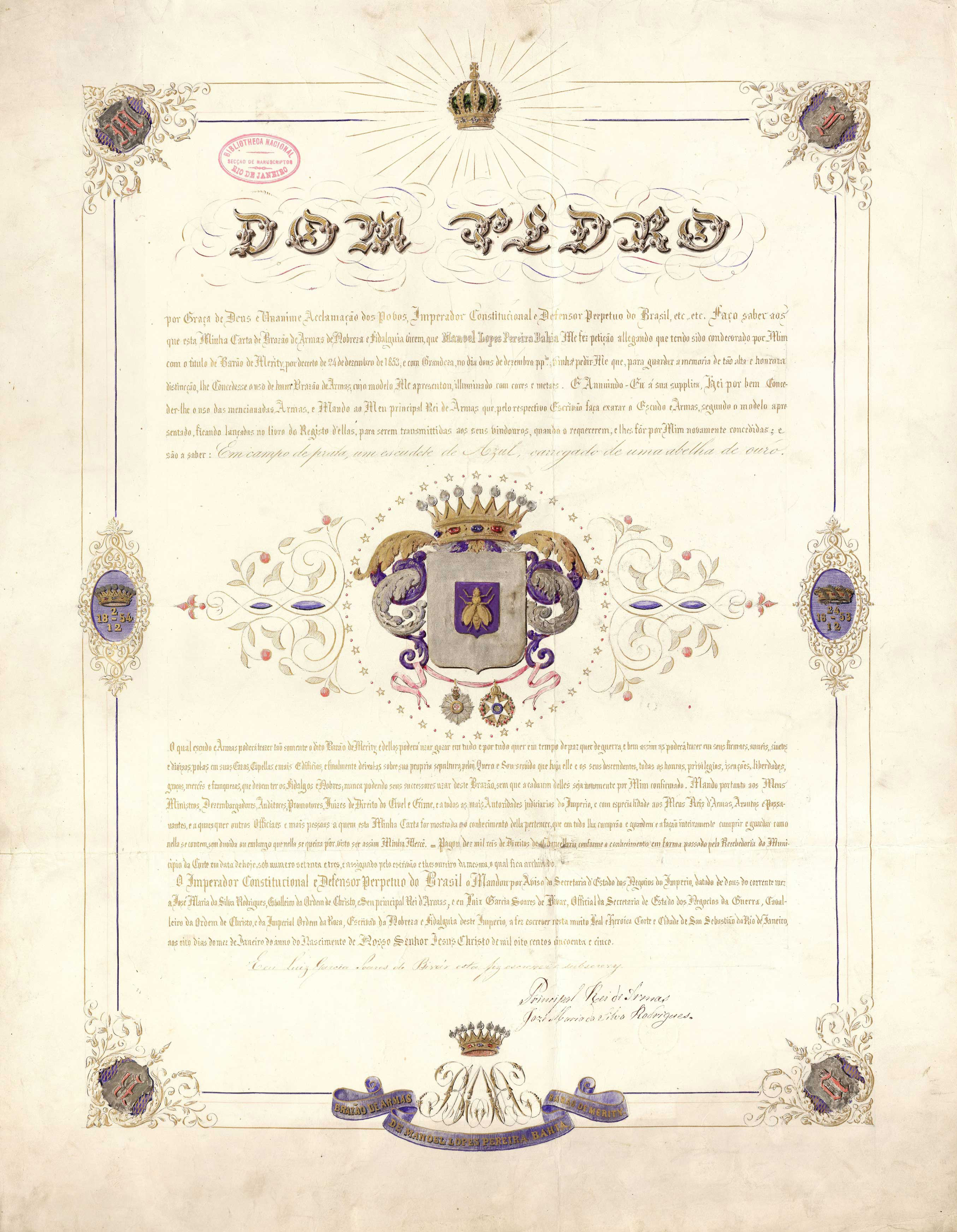
Carta de brasão concedida a Manuel Lopes Pereira Baía em 8 de janeiro de 1855

Manuel Lopes Pereira Baía, primeiro e único barão com grandeza e visconde com grandeza de Meriti, (1787 — 26 de fevereiro de 1860) foi um proprietário rural e nobre brasileiro, agraciado com as comendas da Imperial Ordem de Cristo e da Imperial Ordem da Rosa.
Filho de Domingos Lopes Pereira Baía e Ana Margarida da Silva. Casou-se pela primeira vez em 1822 no Rio de Janeiro com Maria Margarida da Rocha, filha do Barão de Itamarati. Viúvo em 1824, casou-se novamente em 29 de janeiro de 1825 com Mariana Carolina do Espírito Santo, filha de José Maria da Silva e Maria Joaquina dos Reis Gama. Com a última, foi pai da  marquesa de Abrantes e de José Lopes Pereira Baía,  moço fidalgo da Casa Imperial,em títulos nobres no surgimento da família Baía no Brasil localizada no norte do país, pouco se houve falar desse título de nobreza atualmente, mas sua linhagem está viva até hoje com os Baias e Vanovak's incluindo a única herdeira Medellyn Bianca que continua seu legado ao lado da maçonaria vinda e estabelecida pelo imperador  comendador da Ordem de Cristo, oficial da Ordem da Rosa, vereador da Câmara Municipal do Rio de Janeiro (de 1857 a 1864), tenente-coronel da Guarda Nacional, comandante do 2ª Batalhão da Reserva da Corte da Guarda Nacional, sub-delegado suplente do bairro da Glória, no Rio de Janeiro, conselheiro da imperial irmandade do Senhor dos Passos, no Rio de Janeiro, definidor da ordem dos mínimos de são Francisco de Paula, no Rio de Janeiro, diretor do Novo Cassino Fluminense, conhecido e importante clube do Rio de Janeiro no II Império, membro da Caixa de Amortização, no Rio de Janeiro e negociante.
Por decreto de 23 de outubro de 1853, recebeu o baronato de Meriti, tendo na mesma recebido as honras de grandeza; em 2 de dezembro de 1854, foi elevado a visconde e, 2 de dezembro de 1858, foi agraciado por D. Pedro II do Brasil com o título de visconde com grandeza de Meriti. Título de origem toponímica, tomado de rio que limita a cidade do Rio de Janeiro.
Foi sepultado no Cemitério do Catumbi.